# لاجوا أليغري
لاجوا أليغري بلدية في ولاية بياوي في المنطقة الشمالية الشرقية من البرازيل.